# Svatojánský večer u Vejle Fjordu
Svatojánský večer u Vejle Fjordu (dánsky Skt. Hans aften ved Vejle Fjord) je obraz, jehož autorem je dánský malíř Harald Slott-Møller (17. srpna 1864, Kodaň – 20. října 1937, Kodaň). Dílo je krajinomalbou, ale může být také považováno za portrétní malbu umělcovy manželky Agnes Slott-Møller. Na obraze je žena sedící zády k divákovi a dívající se přes fjord na noční oblohu. Atmosféra tohoto obrazu se vyznačuje neobvyklým využitím barev, a to zejména na ženině červené pláštěnce. Obrazy Haralda Slott-Møllera jsou založené na naturalismu a symbolismu, volba struktury obrazu a použití barev mají symbolický význam, jak je tomu i na tomto obraze.